# Robinson (Dakota du Nord)
Pour les articles homonymes, voir Robinson.
La ville de Robinson est située dans le comté de Kidder, dans l’État du Dakota du Nord, aux États-Unis. Lors du recensement de 2010, sa population s’élevait à 37 habitants.

## Histoire
Robinson a été fondée en 1911.